# Panobasan
Panobasan is een bestuurslaag in het regentschap Tapanuli Selatan van de provincie Noord-Sumatra, Indonesië. Panobasan telt 2081 inwoners (volkstelling 2010).